# Tacoronte
Tacoronte es un municipio perteneciente a la provincia de Santa Cruz de Tenerife, en la isla de Tenerife —Canarias, España—.
La capital municipal es la ciudad de Tacoronte, situada a 490 m s. n. m. y a 21 kilómetros por carretera de la capital de la provincia.

## Toponimia
El municipio recibe su nombre de la ciudad, que a su vez lo toma del antiguo reino guanche o menceyato de Tacoronte, siendo un término de procedencia guanche que según algunos investigadores significa 'monte de la vuelta'.

## Geografía
Se extiende por el sector nordeste de Tenerife, limitando con los municipios de El Sauzal, El Rosario y San Cristóbal de La Laguna. 
Tiene una extensión de 30,09 km², ocupando el 20.º puesto de la isla y el 40.º de la provincia.
El municipio se encuentra dividido geográficamente en dos zonas diferenciadas; una zona baja-media que se corresponde con la ciudad de Tacoronte y los barrios costeros, y una zona alta situada entre la Autopista del Norte de Tenerife y la cumbre central de la isla.

### Orografía
Tacoronte se levanta sobre una rampa formada por coladas basálticas que desciende desde la dorsal de Pedro Gil, a altitudes comprendidas entre los mil cien y mil trescientos metros, hasta el mar, donde culmina de forma abrupta en acantilados costeros de unos doscientos metros de desnivel, presentando el municipio una altitud media de 651 m s. n. m. Está atravesado por varios barrancos, entre los que destacan el de Guayonje, el de San Jerónimo y el de San Juan. En la zona nororiental se localizan varios conos volcánicos del tipo estromboliano formados por piroclastos basálticos —La Atalaya, La Caldera y Lomo Colorado—, en torno a los cuales se localizan importantes depósitos arenoso-arcillosos desarrollados como alteración de las coladas y piroclastos, y que forman parte de los depósitos de las llanuras de Los Rodeos y La Laguna. En la zona de cumbres destaca la Montaña del Cerro con 1217 m s. n. m., hallándose la máxima altura municipal a 1302 m s. n. m. en la dorsal de Pedro Gil, en la zona conocida como Asiento de las Colmenas.

### Hidrografía
Entre los barrancos de mayor entidad del municipio sobresalen el barranco de San Juan, el de San Jerónimo y el de Guayonje o del Agua.

### Clima
| Parámetros climáticos promedio de Tacoronte (1982-2012) | Parámetros climáticos promedio de Tacoronte (1982-2012) | Parámetros climáticos promedio de Tacoronte (1982-2012) | Parámetros climáticos promedio de Tacoronte (1982-2012) | Parámetros climáticos promedio de Tacoronte (1982-2012) | Parámetros climáticos promedio de Tacoronte (1982-2012) | Parámetros climáticos promedio de Tacoronte (1982-2012) | Parámetros climáticos promedio de Tacoronte (1982-2012) | Parámetros climáticos promedio de Tacoronte (1982-2012) | Parámetros climáticos promedio de Tacoronte (1982-2012) | Parámetros climáticos promedio de Tacoronte (1982-2012) | Parámetros climáticos promedio de Tacoronte (1982-2012) | Parámetros climáticos promedio de Tacoronte (1982-2012) | Parámetros climáticos promedio de Tacoronte (1982-2012) |
| Mes                                                     | Ene.                                                    | Feb.                                                    | Mar.                                                    | Abr.                                                    | May.                                                    | Jun.                                                    | Jul.                                                    | Ago.                                                    | Sep.                                                    | Oct.                                                    | Nov.                                                    | Dic.                                                    | Anual                                                   |
| ------------------------------------------------------- | ------------------------------------------------------- | ------------------------------------------------------- | ------------------------------------------------------- | ------------------------------------------------------- | ------------------------------------------------------- | ------------------------------------------------------- | ------------------------------------------------------- | ------------------------------------------------------- | ------------------------------------------------------- | ------------------------------------------------------- | ------------------------------------------------------- | ------------------------------------------------------- | ------------------------------------------------------- |
| Temp. máx. media (°C)                                   | 16.5                                                    | 16.8                                                    | 18.1                                                    | 18.7                                                    | 19.9                                                    | 21.8                                                    | 24.4                                                    | 25.6                                                    | 24.3                                                    | 22.8                                                    | 19.6                                                    | 17.5                                                    | 20.5                                                    |
| Temp. media (°C)                                        | 13.5                                                    | 13.7                                                    | 14.6                                                    | 15.1                                                    | 16.3                                                    | 18.1                                                    | 20.4                                                    | 21.2                                                    | 20.6                                                    | 19.2                                                    | 16.6                                                    | 14.4                                                    | 17                                                      |
| Temp. mín. media (°C)                                   | 10.5                                                    | 10.7                                                    | 11.2                                                    | 11.6                                                    | 12.7                                                    | 14.4                                                    | 16.4                                                    | 16.9                                                    | 17.0                                                    | 15.6                                                    | 13.6                                                    | 11.4                                                    | 13.5                                                    |
| Precipitación total (mm)                                | 76                                                      | 58                                                      | 58                                                      | 31                                                      | 17                                                      | 7                                                       | 2                                                       | 3                                                       | 11                                                      | 50                                                      | 93                                                      | 97                                                      | 503                                                     |
| Fuente: Climate-data.org                                |                                                         |                                                         |                                                         |                                                         |                                                         |                                                         |                                                         |                                                         |                                                         |                                                         |                                                         |                                                         |                                                         |

### Flora
Aunque la mayoría de la vegetación natural ha desaparecido por las tierras de cultivo y las construcciones, Tacoronte conserva en toda su franja litoral matorral bajo de costa y tabaibal-cardonal en buen estado de conservación. Por su parte, las cumbres se hallan cubiertas de fayal-brezal, pinar de pino insigne Pinus radiata producto de la reforestación con fines industriales, y de algunos núcleos de laurisilva destacando el que se encuentra en el monte de Agua García.
Tacoronte cuenta con varios de los árboles monumentales de la isla.

### Espacios protegidos
Tacoronte cuenta con parte del paisaje protegido de Las Lagunetas y del de Costa de Acentejo, que se incluyen en la Red Canaria de Espacios Naturales Protegidos, El área de Las Lagunetas es también Zona Especial de Conservación y Zona de Especial Protección para las Aves, incluidas en la Red Natura 2000.
Posee además superficie del monte de utilidad pública denominado «Agua García y Cerro del Lomo».

## Historia

### Etapa guanche: antes delsigloXV
Tacoronte se encuentra habitado desde época guanche, tal y como demuestran los numerosos yacimientos arqueológicos encontrados en la zona. El territorio del moderno municipio formaba parte del reino o menceyato de Tacoronte, una de las demarcaciones territoriales en que los guanches tenían dividida la isla antes de la llegada de los conquistadores castellanos en el siglo XV.

### Conquista y colonización europeas: siglosXVyXVI
Durante la conquista, Tacoronte formó parte de los denominados bandos de guerra al rechazar la invasión. Una vez terminada la conquista en 1496, las tierras y bienes del antiguo menceyato fueron repartidas entre conquistadores y colonos, considerándose como fundador del lugar de Tacoronte a Sebastián Machado, vecino de Guimaraes.
El pueblo de Tacoronte fue desarrollándose en torno a la primitiva ermita de Santa Catalina, erigida por Machado y los vecinos en 1505.
Tacoronte dependió inicialmente tanto administrativa como eclesiásticamente de El Sauzal, hasta que en 1540 comienza a contar con alcalde real propio.
A finales del siglo XVI Fray Alonso de Espinosa dice de Tacoronte en su obra Historia de Nuestra Señora de Candelaria:

Tacoronte es un poblazo de labradores labriegos que no han menester a sus vecinos.
Fray Alonso de Espinosa, 1594.

### Antiguo Régimen: siglosXVIIyXVIII
La ermita de Santa Catalina es elevada al rango de parroquia en 1604 por el obispo Francisco Martínez de Cenicero.
En 1676 el lugar es descrito por el historiador Juan Núñez de la Peña de la siguiente forma:

TACORONTE. Es un grande lugar, todo él de viñas, sus vecinos son labradores ricos; tiene buena parroquia de Santa Catalina martir, con su Cura, y algunos capellanes, hase hecho en este lugar un gran convento, de la orden de S. Agustín, que ha costado muchos ducados, a devoción del Capitán Diego Pereira de Castro y del Capitán D. Tomás Pereira de Castro Ayala su sobrino, con título de patronos; está en la iglesia de este convento una devotísima imagen de Jesucristo nuestro señor, a lo natural en pie, abrazado con la Cruz, llagado, y puesto el pie sobre un dragón, es de la hechura del que en la capilla real de su Magestad, ha obrado su divina Magestad muchos milagros. La capilla mayor es toda dorada, es la iglesia de las mejores de la isla. La una nave de ella hicieron los hermanos de la cinta de san Agustin para su entierro; tiene este lugar su alcalde, y escribano público, está una legua de la ciudad.
Juan Núñez de la Peña, 1676.

En el siglo XVIII se forma en el pueblo una poderosa élite de ricos emigrantes.
En 1768, gracias a las reformas administrativas llevadas a cabo por el rey Carlos III, se crean los oficios de síndico personero y diputado del común responsables de la defensa de los intereses del vecindario de los lugares y que eran elegidos por sufragio gradual. Asimismo, a partir de 1772 los alcaldes reales pasan a ser elegidos por el mismo sistema. Se configura así el primer «ayuntamiento» de Tacoronte.
El historiador tinerfeño José de Viera y Clavijo describe el término a finales del siglo XVIII de la siguiente manera:

TACORONTE. Dista una legua de la ciudad, toda de buen camino. Es gran lugar de labradores ricos, tierra fértil en granos, vinos y frutas, cabeza de reino en otro tiempo. Su iglesia parroquial es de 3 naves con muchas alhajas de plata, memorias de sus hijos que han hecho caudal en la América. Sírvela un cura párroco provisión del rey, con alguna clerecía. Hay un convento de San Agustín de 12 de comunidad, que tiene igualmente muchas piezas de plata, buena iglesia y una imagen de Cristo milagrosa. Compónese la jurisdicción de 3.421 almas, de las cuales algunas en los pagos de San Juan, con ermita; La Caridad, con ermita; Guamaza, Puerto de la Madera, Agua de García, con las ermitas de San José el Viejo, San José el Nuevo y San Jerónimo.
José de Viera y Clavijo, 1772-1773.

### Etapa moderna: siglosXIXyXX
En 1812, amparado en la Constitución de Cádiz, se convierte en municipio independiente.
Pascual Madoz describe Tacoronte a mediados del siglo XIX:

TACARONTE [sic]. Lugar con ayuntamiento de la isla y diócesis de Tenerife, (...), partido judicial dé la Laguna, de cuyo punto dista una legua, en un fértil y hermoso llano; le combaten principalmente los vientos del SO. y su CLIMA es templado y saludable; siendo las enfermedades mas comunes calenturas catarrales. Tiene sobre 800 CASAS, la de ayuntamiento y cárcel; 2 escuelas de primeras letras, una pública y otra particular, a las que concurren de 70 á 80 alumnos, una fuente de agua de buena calidad, que sirve para el uso de sus hab.itantes; una hermosa iglesia parroquial de segundo ascenso (Sta. Catalina), servida por el párroco y 6 presbíteros, 2 sacristanes, un sochantre, un organista y 4 monaguillos; en los afueras de la población el cementerio construido en 1838, y en el término 5 ermitas dependientes de la iglesia matriz, dedicadas á San Juan, la Caridad, San José el Viejo, San José el Nuevo y San Gerónimo. Confina N. con el mar; E. valle de Guerra y Laguna; S. Matanza, y O. Sauzal; se encuentran en su radio los pagos de San Juan, la Caridad, Guamaza, Puerto de la Madera y Agua de Garcia, en el cual hay un manantial, con cuya agua se riegan algunas huertas. El TERRENO en general es fértil y productivo por la buena calidad de sus tierras, algunas de regadio, por medio de las aguas de la fuente nombrada del Castillo, que la toma del referido manantial de Agua de Garcia; habiendo un famoso monte que lleva también aquel nombre, de unas 2 1/2 leguas de circunferencia con arbolado de brezos, tilos, sauces, naranjos silvestres y palo blanco, además de algunos sotos de árboles frutales de propiedad de particulares. CAMINOS uno dirige á la ciudad de la Laguna, es llano y se halla en buen estado; y el otro al interior de la isla bastante descuidado; la CORRESPONDENCIA la conduce un balijero en dias indeterminados; PRODUCCIÓN: trigo y otros granos, vinos y frutas; siendo su principal cosecha la del trigo; se cria un poco de ganado lanar y se mantiene el de labor indispensable para la labranza; hay caza de conejos, perdices y palomas; y pesca de varias clases por medio de algunos barquillos que se dedican á ella en sus costas; INDUSTRIA: la agrícola, algunos telares de lienzos caseros, ligas, medias etc., y la referida pesca que es la principal industria que se ejerce; COMERCIO: esportacion y venta de los frutos sobrantes que llevan á la Laguna, y de 8 á 10 tiendas de comestibles y de vino. POBLACIÓN: 816 vecinos, 3.011 almas...
Pascual Madoz, 1849.

En 1901 se produce un gran avance para el desarrollo económico y social del lugar con la llegada del tranvía desde la ciudad de Santa Cruz de Tenerife, dejando este de prestar sus servicios a mitad de siglo.
El 23 de marzo de 1911 el rey Alfonso XIII otorga a Tacoronte el título de ciudad durante su estancia en Tenerife, debido «al desarrollo de su agricultura, industria y comercio y su constante adhesión a la Monarquía Constitucional».

## Demografía
Cuenta con una población de 24 746 habitantes (INE 2024).
| Gráfica de evolución demográfica de Tacoronte entre 1842 y 2021                                                       |
| |
| Población de derecho según los censos de población del INE. Población de hecho según los censos de población del INE. |

A 1 de enero de 2014 Tacoronte tenía un total de 23 929 habitantes, ocupando el 10.º puesto en número de habitantes tanto de la isla de Tenerife como de la provincia de Santa Cruz de Tenerife, así como el 21.º de la comunidad autónoma.
La población relativa era de 795,25 hab./km².
Del análisis de la pirámide de población se deduce que:
- La población comprendida entre 0 y 14 años era el 15% del total;
- la población entre 15 y 64 años se correspondía con el 70%;
- y la población mayor de 65 años era el 15% restante.

Por sexos contaba con 11 958 hombres y 11 971 mujeres.
En cuanto al lugar de nacimiento, el 89% de los habitantes del municipio eran nacidos en Canarias, de los cuales el 52% habían nacido en el propio municipio, un 44% en otro municipio de la isla y un 4% procedía de otra isla del archipiélago. El resto de la población la componía un 4% de nacidos en el resto de España y un 7% de nacidos en el Extranjero, sobre todo de Venezuela y Alemania.
| Entidad singular              | Habitantes |
| ----------------------------- | ---------- |
| Adelantado                    | 1222       |
| Agua García                   | 2666       |
| Barranco de las Lajas         | 1869       |
| Campo de Golf                 | 482        |
| El Cantillo                   | 1071       |
| La Caridad                    | 1722       |
| Las Casas Altas               | 662        |
| Guayonje                      | 1123       |
| Juan Fernández                | 335        |
| Lomo Colorado                 | 831        |
| La Luz                        | 944        |
| Mesa del Mar                  | 337        |
| Los Naranjeros                | 384        |
| El Pris                       | 381        |
| Puerto de la Madera           | 253        |
| San Jerónimo                  | 519        |
| San Juan                      | 1683       |
| Santa Catalina-Las Toscas     | 1926       |
| Tacoronte (capital municipal) | 3727       |
| Tagoro                        | 913        |
| El Torreón                    | 879        |
| Total                         | 23 929     |

## Economía
Tacoronte es un municipio eminentemente agrícola, con tierras dedicadas principalmente al cultivo de la viña, incluyéndose en la comarca vitivinícola y Denominación de Origen Tacoronte-Acentejo.
Asimismo, posee una importante zona comercial —Zona Comercial Abierta Tacoronte— en torno a la Carretera General del Norte a su paso por el municipio, con un núcleo central en la zona de La Estación.
El Mercadillo del Agricultor en San Juan ofrece todo tipo de verduras y frutas frescas. Son los propios agricultores los que venden sus cosechas. De la misma manera, abre sus puertas el Mercado Municipal en La Estación (zona centro), que ofrece también frutas y verduras, así como carnes y pescados del municipio, dulces, ropa, artículos de compra, regalos, etc. Dispone de plazas de aparcamiento gratuitas en el mismo edificio, situado justo al lado del Auditorio Municipal Capitol-Tacoronte.
Asimismo, existe un gran número de restaurantes que ofrecen vino del país, comida típica canaria y una gran variedad de platos en general. Los más conocidos se encuentran en la zona de Agua García, habiendo otros muchos en la zona del casco y en los barrios costeros.

#### Evolución de la deuda viva
| Gráfica de evolución de Deuda viva del Ayuntamiento entre 2008 y 2019                                |
| |
| Deuda viva del ayuntamiento en miles de Euros según datos del Ministerio de Hacienda y Ad. Públicas. |

## Símbolos

### Escudo
El escudo del municipio fue aprobado por Decreto el 26 de febrero de 1976. Su descripción es: «De gules, cinco hachas de plata, encabadas de oro, puestas en sotuer, y en jefe una corona antigua de oro. Bordura de oro, cargada de tres hojas de vid de sinople, y en jefe la palabra Tagoro en letras de sable. Al timbre, corona real cerrada».

### Bandera
La bandera municipal fue aprobada por el Gobierno de Canarias el 26 de septiembre de 2011. La bandera es rectangular con tres listas normales a la vaina. Se usarán en ella los colores que predominan en la heráldica municipal: rojo, verde y amarillo, siendo la franja verde del doble de ancho que la roja y amarilla, y quedando el escudo heráldico centrado y ajustado dentro de la franja verde.

### Pendón
El municipio también cuenta con pendón, aprobado por el Gobierno de Canarias el 1 de marzo de 2011. El pendón se describe de la siguiente manera: «Paño de seda, tafetán o raso de color granate de 1,25 m de largo y 1,25 m de ancho. En su centro, el escudo heráldico municipal bordado con los colores y esmaltes del mismo y de tamaño igual a 1/2 de la anchura del paño. De la mohana penden tres cordones de oro, de tres metros cada uno, rematados en su parte inferior por dos borlas del mismo metal».

## Administración y política

### Gobierno municipal
El municipio está regido por su ayuntamiento, formado por un alcalde-presidente, seis tenencias de alcaldía y un total de 21 concejales.
| Periodo   | Nombre                         | Partido | Partido                                      |
| --------- | ------------------------------ | ------- | -------------------------------------------- |
| 1979-1995 | Guillermo Graham Hernández     |         | Partido Socialista Obrero Español (PSOE)     |
| 1995-1999 | Hermógenes Pérez Acosta        |         | Agrupación Tinerfeña de Independientes (ATI) |
| 1999-2011 | Hermógenes Pérez Acosta        |         | Coalición Canaria (CC)                       |
| 2011-2013 | Álvaro Agustín Dávila González |         | Coalición Canaria (CC)                       |
| 2013-2013 | Rodolfo León Martín            |         | Partido Socialista Obrero Español (PSOE)     |
| 2013-2019 | Álvaro Agustín Dávila González |         | Coalición Canaria (CC)                       |
| 2019-2023 | José Daniel Díaz Armas         |         | Nueva Canarias (NC)                          |
| 2023-act. | Sandra Izquierdo Fernández     |         | Partido Socialista Obrero Español (PSOE)     |

| Partido político | Partido político                                                              | 1979   | 1983   | 1987   | 1991   | 1995   | 1999   | 2003   | 2007   | 2011   | 2015   | 2019   | 2023   |
| Partido político | Partido político                                                              | Ediles | Ediles | Ediles | Ediles | Ediles | Ediles | Ediles | Ediles | Ediles | Ediles | Ediles | Ediles |
|                  | Agrupación de Electores Asociación de Vecinos y Jóvenes de Tacoronte (AEAVJT) | 3      | —      | —      | —      | —      | —      | —      | —      | —      | —      | —      | —      |
|                  | Agrupación Tinerfeña de Independientes (ATI)                                  | —      | 0      | 4      | 4      | 9      | —      | —      | —      | —      | —      | —      | —      |
|                  | Alianza Popular (AP)-Partido Popular (PP)                                     | —      | 2      | 1      | 1      | 2      | 0      | 2      | 4      | 6      | 4      | 1      | 3      |
|                  | Alternativa Sí Se Puede por Tenerife (ASSPPT)                                 | —      | —      | —      | —      | —      | —      | —      | 1      | 2      | 3      | 2      | 1      |
|                  | Unión de Centro Democrático (UCD)-Centro Democrático y Social (CDS)           | 1      | 1      | 1      | 1      | —      | —      | —      | —      | —      | —      | —      | —      |
|                  | Ciudadanos (CS)                                                               | —      | —      | —      | —      | —      | —      | —      | —      | —      | —      | 6      | 1      |
|                  | Coalición Canaria (CC)                                                        | —      | —      | —      | —      | —      | 16     | 12     | 11     | 7      | 6      | 3      | 4      |
|                  | Iniciativa Canaria Nacionalista (ICAN)                                        | —      | —      | —      | 1      | 0      | —      | —      | —      | —      | —      | —      | —      |
|                  | Izquierda Unida (IU)                                                          | —      | —      | 1      | —      | —      | —      | —      | —      | —      | —      | —      | —      |
|                  | Nueva Canarias (NC)                                                           | —      | —      | —      | —      | —      | —      | —      | —      | —      | 2      | 4      | 4      |
|                  | Partido Nacionalista Canario (PNC)                                            | —      | —      | —      | —      | —      | 1      | 2      | —      | —      | —      | —      | —      |
|                  | Partido Socialista Obrero Español (PSOE)                                      | 8      | 13     | 10     | 10     | 6      | 4      | 5      | 5      | 6      | 5      | 5      | 5      |
|                  | Por Tacoronte (XTF)                                                           | —      | —      | —      | —      | —      | —      | —      | —      | —      | 1      | —      | —      |
|                  | Somos Tacoronte                                                               | —      | —      | —      | —      | —      | —      | —      | —      | —      | —      | —      | 2      |
|                  | Unión del Pueblo Canario (UPC)                                                | —      | 1      | —      | —      | —      | —      | —      | —      | —      | —      | —      | —      |
|                  | Vox                                                                           | —      | —      | —      | —      | —      | —      | —      | —      | —      | —      | —      | 1      |

Tras las elecciones municipales de 2011 se formó un gobierno de pacto entre CC y PSOE. Sin embargo, en octubre de 2013 PSOE y PP presentaron una moción de censura contra el alcalde nacionalista Álvaro Dávila, moción que dio como resultado la expulsión de cinco de los seis concejales socialistas del partido. En diciembre de 2013 el Juzgado de lo Contencioso Administrativo de Santa Cruz de Tenerife anuló de forma cautelar la moción, por lo que Álvaro Dávila volvió a la alcaldía.

### Organización territorial
Forma parte de la Comarca de Acentejo, a excepción de su superficie inmersa en el Paisaje Protegido de Las Lagunetas, que se incluye en la Comarca del Macizo Central. También está incluido en las Mancomunidades del Norte y del Nordeste de Tenerife.
El municipio se encuentra dividido, según datos del Instituto Nacional de Estadística, en veintiuna entidades singulares de población:
| Entidad singular              | Superficie (km²) |
| ----------------------------- | ---------------- |
| Adelantado                    | 1,36             |
| Agua García                   | 5,52             |
| Barranco de las Lajas         | 5,77             |
| Campo de Golf                 | 1,54             |
| El Pris                       | 0,37             |
| El Torreón                    | 0,08             |
| El Cantillo                   | 0,31             |
| Guayonje                      | 1,4              |
| Juan Fernández                | 1,5              |
| La Caridad                    | 2,16             |
| La Luz                        | 0,85             |
| Las Casas Altas               | 0,82             |
| Lomo Colorado                 | 0,5              |
| Los Naranjeros                | 0,5              |
| Mesa del Mar                  | 0,55             |
| Puerto de la Madera           | 0,62             |
| San Jerónimo-Los Perales      | 0,84             |
| San Juan-Perales              | 2,1              |
| Santa Catalina-Las Toscas     | 1,22             |
| Tacoronte (capital municipal) | 1,1              |
| Tagoro                        | 0,97             |
| Total                         | 30,09            |

## Servicios

### Educación
En este Municipio de Tenerife está el primer colegio público de España (CEIP Ernesto Castro Fariñas) con un aula inclusiva para alumnos con discapacidad auditiva, inaugurado en 2018. De esta manera de eliminan las barreras de comunicación que existe con las personas con esta discapacidad dentro del centro.

### Transporte

#### Carreteras
El municipio se encuentra comunicado principalmente por la Autopista del Norte TF-5 y por la carretera General del Norte TF-152. Asimismo, presenta toda una serie de carreteras secundarias que comunican el centro municipal con los barrios y con las poblaciones limítrofes, siendo la principal la carretera Tacoronte-Tejina TF-16.

#### Transporte público
Tacoronte cuenta con varias paradas de taxi sobre todo concentradas en su centro. En el centro del municipio se ubica una estación de autobuses —guaguas—. El municipio queda conectado mediante las siguientes líneas de TITSA:
| Línea | Trayecto                                                | Recorrido     |
| ----- | ------------------------------------------------------- | ------------- |
| 011   | La Laguna - El Sauzal (por C/ El Calvario de Tacoronte) | Horario/Línea |
| 012   | La Laguna - El Sauzal (por zona centro de Tacoronte)    | Horario/Línea |
| 021   | Tacoronte - Santa Catalina - Playa Mesa del Mar         | Horario/Línea |
| 023   | Tacoronte - El Pris (por El Calvario y Guayonje)        | Horario/Línea |
| 030   | Puerto de la Cruz - Aeropuerto Norte                    | Horario/Línea |
| 051   | Circular La Laguna - Tejina - Tacoronte - La Laguna     | Horario/Línea |
| 054   | La Laguna - Ravelo (por Agua García)                    | Horario/Línea |
| 057   | Circular La Laguna - Tejina - Tacoronte - La Laguna     | Horario/Línea |
| 101   | La Laguna - La Orotava                                  | Horario/Línea |
| 102   | Santa Cruz - Puerto de la Cruz (por Las Arenas)         | Horario/Línea |
| 104   | Santa Cruz - Puerto de la Cruz (por Tacoronte)          | Horario/Línea |

#### Caminos
Por el municipio pasan varios caminos homologados en la Red de Senderos de Tenerife:
- GR 131 Anaga - Chasna
- PR-TF 25 Las Raíces - Acentejo
- PR-TF 25.6 Circular Lomo La Jara

Tacoronte cuenta además con un sendero adaptado para personas con movilidad reducida e invidentes, pionero en la isla de Tenerife. La ruta tiene una longitud de 860 metros y recorre una de las zonas de monteverde mejor conservadas de la isla, con espectaculares viñátigos centenarios y otras especies propias de la laurisilva.

## Cultura

### Patrimonio
El casco antiguo de la ciudad está catalogado como Bien de Interés Cultural en la categoría de Conjunto Histórico, destacando el santuario del Cristo, La Alhóndiga, la iglesia de Santa Catalina o La Casona, así como otros inmuebles de arquitectura tradicional canaria. También cuenta con importantes yacimientos de la cultura guanche declaradas Zonas Arqueológicas, «Juan Fernández-La Fuentecilla» y «Los Acantilados de Tacoronte y El Barranco de Guayonge», localizadas en la zona baja del municipio.

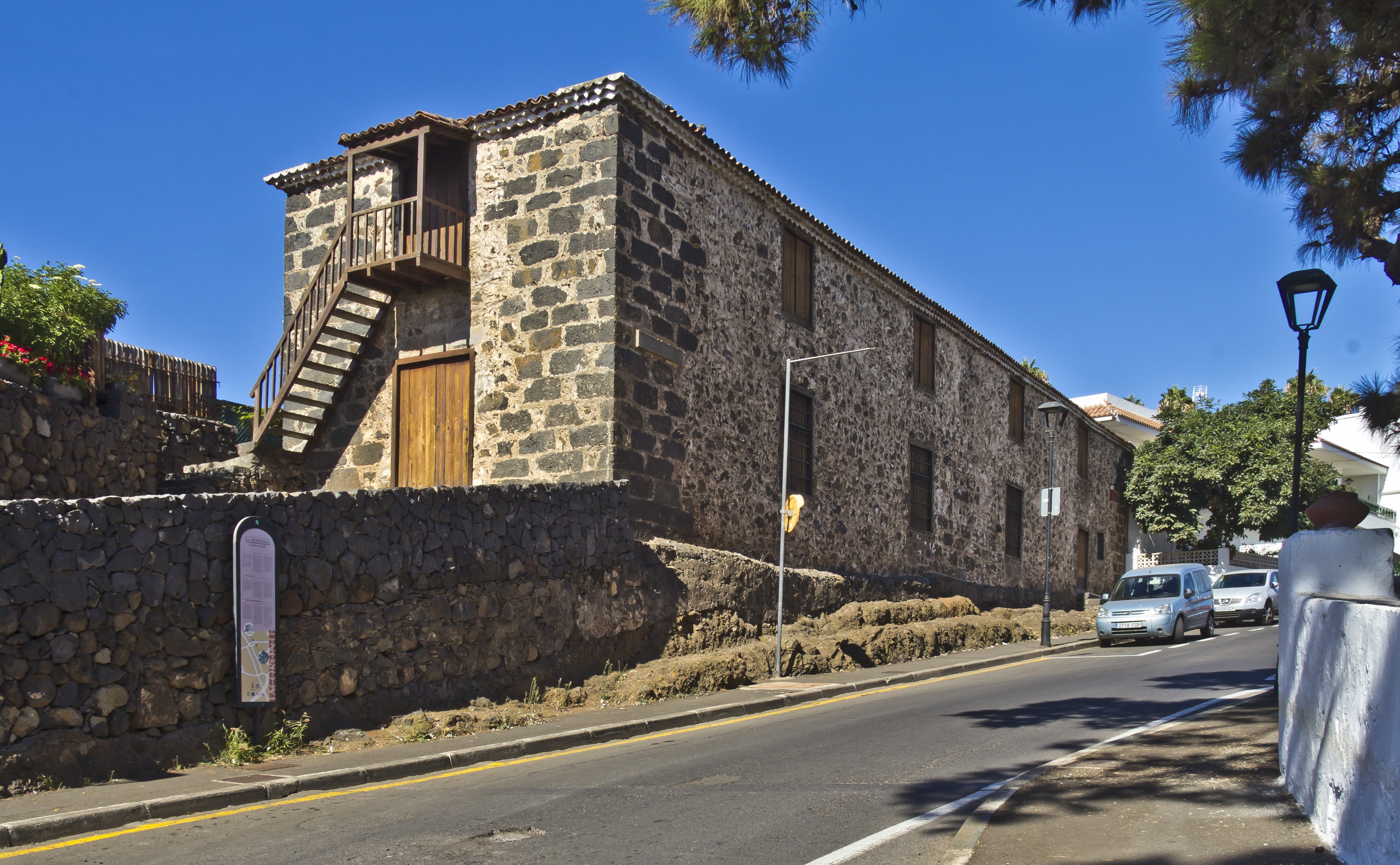
Casa de La Alhóndiga

La Alhóndiga es el lugar donde anualmente se organiza la semana del vino de la comarca de Tacoronte-Acentejo. En este inmueble histórico se hacen degustaciones de caldos de vino. Casi enfrente se encuentra El Calvario, lugar religioso rodeado de ejemplares centenarios de pino canario Pinus canariensis.
La plaza del Cristo es una plaza bordeada con árboles de hoja perenne que separa el Santuario del Cristo y ex-convento de San Agustín del edificio del Ayuntamiento de Tacoronte. En esta plaza se organizan las principales fiestas populares de Tacoronte.
La iglesia de Santa Catalina se encuentra situada en el barrio de Santa Catalina-Las Toscas, en el casco antiguo del municipio. Esta iglesia es la parroquia matriz de la ciudad, y en ella se venera la imagen de Santa Catalina Mártir de Alejandría. Desde esta iglesia parten también las procesiones de Semana Santa y Corpus Christi, así como la de San Isidro Labrador, el día de su romería en el mes de julio. Destacan otras edificaciones de interés como La Casona o las ermitas de San Jerónimo, Nuestra Señora de la Caridad y San Juan.
Para el esparcimiento, se encuentra el parque Hamilton, en el entorno de El Calvario, así como la plaza de Óscar Domínguez, donde se encuentra el Drago del Cristo, ejemplar centenario de Dracaena draco y uno de los árboles monumentales del municipio. En la costa se localizan varias pequeñas playas de arena negra, como son la de La Arena en Mesa del Mar, la de El Camello en Guayonje o la de El Pris, así como varias piscinas naturales. En la parte alta del municipio, en el barrio de Agua García, se halla el bosque de laurisilva con varios senderos turísticos y un parque recreativo, Lomo de la Jara. Además, en la zona de Campo de Golf se encuentra una zona deportiva y el parque recreativo de La Libertad.

### Fiestas
En el municipio de Tacoronte se celebran diversas festividades, siendo días festivos locales el martes de Carnaval y el 25 de noviembre, festividad de Santa Catalina.
Entre las fiestas destacan:
| Fecha                                 | Celebración            | Lugar                                                  | Actos destacados                                     |
| ------------------------------------- | ---------------------- | ------------------------------------------------------ | ---------------------------------------------------- |
| 3 de mayo                             | La Cruz                | Agua García, El Cantillo                               | Enrame de cruces                                     |
| 13 de mayo                            | Virgen de Fátima       | Agua García                                            |                                                      |
| Finales de mayo y principios de junio | Virgen de la Caridad   | La Caridad                                             | Baile de magos y festivales folclóricos              |
| 2.ª quincena de enero                 | San Antonio Abad       | San Juan-Perales                                       |                                                      |
| febrero-marzo                         | Carnavales             | Zona Centro                                            |                                                      |
| abril                                 | Semana Santa           | Zona Centro                                            |                                                      |
| junio                                 | Corpus Christi         | Agua García, San Juan-Perales, Zona Centro             | Adorno de las calles con alfombras de arena y flores |
| junio                                 | San Isidro Labrador    | Santa Catalina-Las Toscas                              | Romería                                              |
| 2.ª quincena de junio                 | San Juan Bautista      | San Juan-Perales                                       |                                                      |
| 1.ª quincena de julio                 | Cruz de Tagoro         | Tagoro                                                 |                                                      |
| 1.ª quincena de agosto                | Virgen de Candelaria   | Las Casas Altas                                        |                                                      |
| 2.ª semana de agosto                  | Santísimo Cristo       | Lomo Colorado                                          |                                                      |
| 2.ª quincena de agosto                | Virgen del Carmen      | Mesa del Mar, El Pris                                  |                                                      |
| 25 de agosto                          | Cruz de Juan Fernández | Juan Fernández                                         |                                                      |
| 1.ª semana de septiembre              | Virgen de la Luz       | La Luz                                                 |                                                      |
| septiembre                            | Cristo de los Dolores  | Zona Centro                                            | Gala de elección de la Reina de Arte y Vendimia      |
| 1.ª semana de octubre                 | Virgen del Rosario     | Barranco de las Lajas                                  | Baile de magos                                       |
| noviembre                             | Santa Catalina Mártir  | Santa Catalina-Las Toscas                              |                                                      |
| diciembre                             | Navidad                | Agua García, La Caridad, San Juan-Perales, Zona Centro | Escenificaciones del Belén, Cabalgata de Reyes       |

### Gastronomía
En el municipio existe una importante producción de vino, integrado dentro de la Denominación de Origen Tacoronte-Acentejo, encontrándose en Tacoronte las bodegas más importantes de la denominación de origen, así como la sede comarcal.
En el municipio se confeccionan también dulces artesanos, los conocidos turrones, que suelen ser vendidos en puestos de venta ambulantes en las zonas en fiesta de la isla.

### Religión

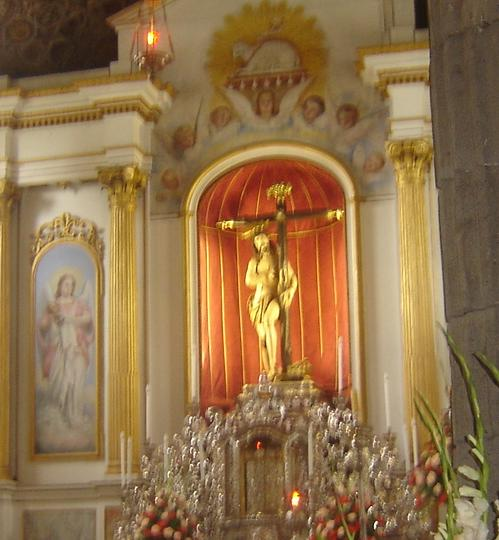
Altar del Santísimo Cristo de Tacoronte o de los Dolores

La población creyente del municipio profesa mayoritariamente la religión católica, estando bajo el patronazgo religioso de Santa Catalina Mártir de Alejandría y del Santísimo Cristo de los Dolores, y repartida la feligresía en siete parroquias pertenecientes al arciprestazgo de Tacoronte de la diócesis de Tenerife:
- Parroquia matriz de Santa Catalina Mártir, en Santa Catalina-Las Toscas
- Parroquia de Nuestra Señora de la Caridad, en La Caridad
- Parroquia de Ntra. Sra. de la Luz, en La Luz
- Parroquia de Ntra. Sra. del Carmen, en Lomo Colorado
- Parroquia de Ntra. Sra. del Rosario, en barranco de las Lajas
- Parroquia de Ntra. Sra. del Rosario de Fátima, en Agua García
- Parroquia de San Juan Bautista, en San Juan-Perales

El municipio cuenta con otros templos católicos, siendo el de mayor importancia la iglesia del Santísimo Cristo de los Dolores o Cristo de Tacoronte, así como con una iglesia evangélica ubicada en El Cantillo.

### Deporte
El municipio posee numerosas instalaciones deportivas repartidas por los diferentes barrios, destacando la ciudad deportiva de Tacoronte.
Cuenta además con el equipo de fútbol Club Atlético Tacoronte y con el Club de Lucha Naranjeros Tacoronte, de lucha canaria. Aquí se encuentra asimismo el Real Club de Golf de Tenerife, segundo campo de golf más antiguo de España y primero de Canarias, fundado en 1932.

## Localidades hermanadas
- Güímar, España
- Guimarães, Portugal